# Контр (Сома)
Контр (фр. Contre) насеље је и општина у североисточној Француској у региону Пикардија, у департману Сома која припада префектури Амјен.
По подацима из 2011. године у општини је живело 142 становника, а густина насељености је износила 14,56 становника/km². Општина се простире на површини од 9,75 km². Налази се на средњој надморској висини од 66 метара (максималној 178 m, а минималној 61 m).

## Демографија
| 1962. | 1968. | 1975. | 1982. | 1990. | 1999. | 2011. |
| ----- | ----- | ----- | ----- | ----- | ----- | ----- |
| 107   | 97    | 72    | 76    | 73    | 91    | 142   |

График промене броја становника у току последњих година